# 钧州
钧州，金朝时设置的州。
大定二十四年（1184年）改颍顺州置，治所在阳翟县（今河南省禹州市）。辖今河南省禹州、新郑两市一带。明朝万历三年（1575年），因避明神宗朱翊钧名讳，改名禹州。 